# جایزه امید

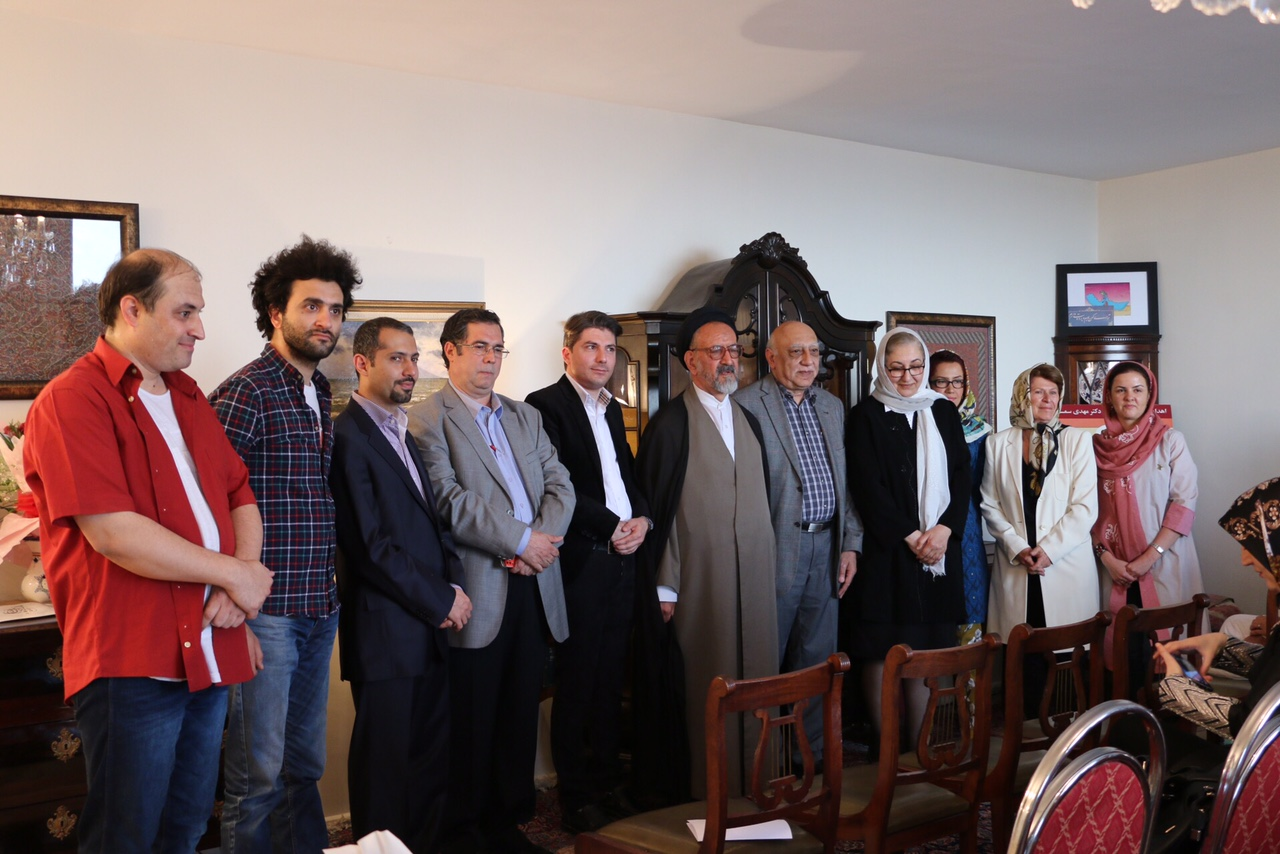
نهمین دوره اهدای جایزه امید - عکس جمعی برندگان ادوار جایزه امید همراه با گیتی الهی (همسر دکتر سمسار و و بانی جایزه امید) وهمراهی حجه الاسلام سید محمود دعایی (مدیر روزنامه اطلاعات) در منزل دکتر مهدی سمسار.

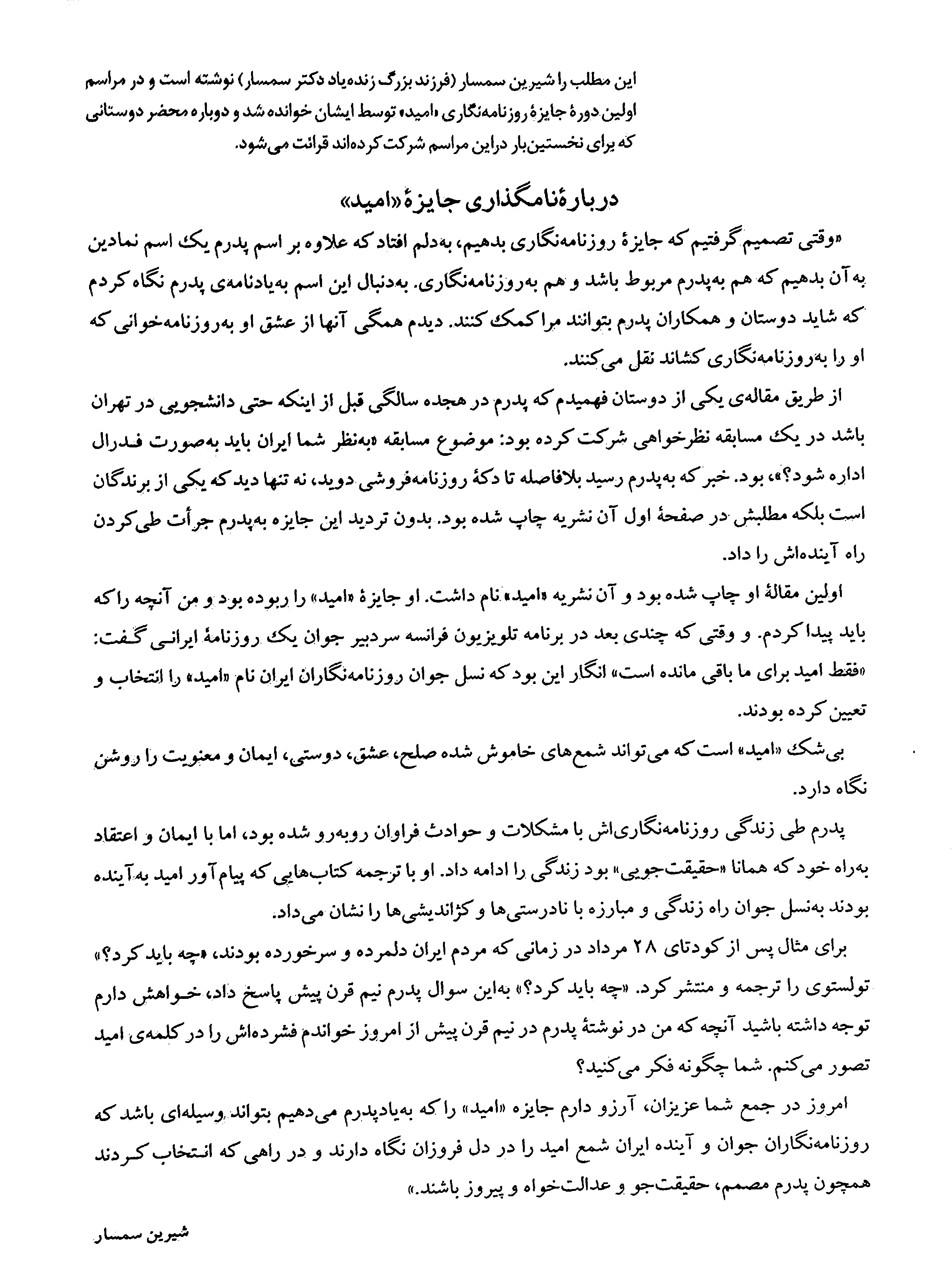
دربارهٔ نامگذاری جایزه امید (متن شیرین سمسار (فرزند زنده‌یاد دکتر مهدی سمسار) در مراسم اولین دورهٔ جایزه روزنامه‌نگاری «امید».

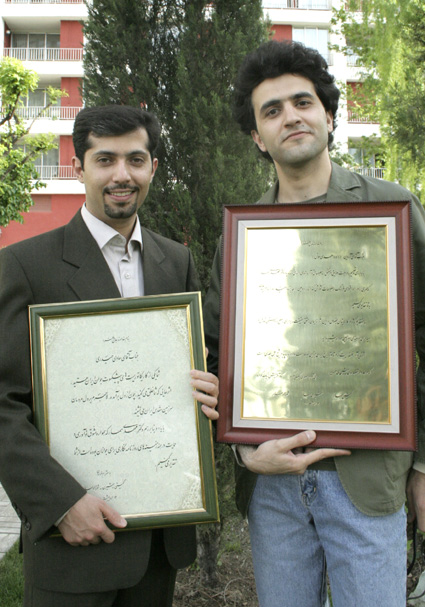
آروین" برنده دور دوم (۱۳۸۵) و "هادی حیدری" تقدیرشده در دوره دوم و برنده دوره ششم (۱۳۹۲) جایزه روزنامه‌نگاری امید، یادبود دکتر مهدی سمسار"

جایزه روزنامه‌نگاری امید با هدف گرامیداشت یاد و خاطر دکتر مهدی سمسار روزنامه‌نگار پیشکسوت، و نیز تجلیل از روزنامه‌نگاران مستقل و جوان کشور، از سال ۱۳۸۵ هر ساله به یک روزنامه‌نگار جوان منتخب اهدا می‌گردد.
جایزه روزنامه‌نگاری امید (یادبود دکتر مهدی سمسار) به تلاش گیتی الهی (همسر مهدی سمسار) و دو فرزندشان به نام‌های شهرزاد و شیرین شکل گرفت. خانواده دکتر سمسار از سال ۱۳۸۵ اقدام به اهدای جایزه امید به روزنامه‌نگاران جوان ایرانی نموده تا راه وی را که همیشه حامی خوبی برای جوانان روزنامه‌نگار بود ادامه دهد.

## برندگان ادوار جایزه امید
| دوره  | سال  | نام(ها)                      | عنوان و گرایش تخصصی                                            |
| ----- | ---- | ---------------------------- | -------------------------------------------------------------- |
| اول   | ۱۳۸۵ | مسیح علی‌نژاد                 | روزنامه‌نگار سیاسی و اجتماعی                                    |
| دوم   | ۱۳۸۶ | داود احمدی مونس (آروین)      | کارتونیست مطبوعاتی، کاریکاتوریست                               |
| سوم   | ۱۳۸۷ | مژگان جمشیدی                 | روزنامه‌نگار در زمینهٔ محیط زیست                                 |
| چهارم | ۱۳۸۸ | کاوه شجاعی                   | روزنامه‌نگار و مترجم در زمینه بین‌الملل                          |
| پنجم  | ۱۳۹۱ | پرویز براتی                  | روزنامه‌نگار در حوزه هنرهای تجسمی، دبیر سرویس تجسمی روزنامه شرق |
| ششم   | ۱۳۹۲ | هادی حیدری                   | کارتونیست مطبوعاتی، کاریکاتوریست                               |
| هفتم  | ۱۳۹۳ | آمنه شیرافکن                 | روزنامه‌نگار در حوزه سیاسی، خبرنگار سرویس سیاسی روزنامه شرق     |
| هشتم  | ۱۳۹۴ | رضا خجسته رحیمی و مریم شبانی | سردبیر و دبیر تحریریه مجله اندیشه پویا                         |
| نهم   | ۱۳۹۵ | سرگه بارسقیان                | روزنامه‌نگار در حوزه تاریخ معاصر، سردبیر سایت تاریخ ایرانی      |